# Diaphania albifascialis
Diaphania albifascialis is een vlinder uit de familie van de grasmotten (Crambidae), uit de onderfamilie van de Spilomelinae. De wetenschappelijke naam van deze soort is voor het eerst voorgesteld als Glyphodes albifascialis door George Francis Hampson in een publicatie uit 1912. De spanwijdte van het vrouwtje bedraagt 28 millimeter.
De soort komt voor in Cuba.